# 李从温
李从温（884年—946年），五代十国人物，字德基，代州崞县（今山西原平北）人，后唐明宗李嗣源的侄子。
李从温开始是为李嗣源的执仆御役，被李嗣源养为己子。后为牙校，掌厩库。后唐建立后，授银青光禄大夫、检校右散骑常侍，累加检校司空，充北京（太原府）副留守、北都指挥使。同光四年（926年），唐庄宗遇害后，数百名宦官逃窜到山林里面隐藏起来，有的剃发为僧，有七十多人到了晋阳，李嗣源下诏北都指挥使李从温，把他们全部杀掉。
唐明宗即位，授邢州安国军节度使、检校司徒。长兴元年（930年）四月，入朝为右武卫上将军。不久出镇许州忠武军节度使。长兴二年（931年），移北京留守（镇守太原府），加太傅。长兴四年（933年）正月，改郓州天平军节度使。五月初三，唐明宗立皇子李从珂为潞王，李从益为许王，皇侄天平节度使李从温为兖王，护国节度使李从璋为洋王，成德节度使李从敏为泾王。十一月，移镇定州义武军节度使，兼北面行营副招讨使，又移镇常山成德节度使。为人贪鄙昏愚，专事聚敛货利。他看到牙署十余顷池潭，在岸上都用竹木围起来，于是命人伐竹取木，卖钱归入自己腰包。
清泰年间，加同平章事，改镇徐州武宁军节度使。后晋建立，为兖州泰宁军节度使。他多作天子器服僭越，其妻子关氏厉声在牙门喊：“李从温想要为乱，擅造天子法物。”李从温于是命人焚毁。天福二年（937年），加侍中。天福七年（942年），加兼中书令。天福八年（943年），再为许州忠武军节度使、开府仪同三司，封赵国公，加食邑一万户，食实封一千二百户。他养着很多驼马，在近郊纵牧，百姓控诉驼马毁害庄稼，李从温说：“如果遂了你的意，我养的牲畜往哪里放？”石敬瑭知而不问。石重贵嗣位，李太后是李嗣源的女儿，对石重贵说：“我只有这个哥哥，不要治他的罪。”开运二年（945年），改河阳三城节度使。开运三年（946年）二月，在任上死去，年六十三岁。赠太师，追封陇西郡王。